# Элвашский кансионейру
«Э́лвашский пе́сенник» (порт. Cancioneiro de Elvas), также «Э́лвашский музыка́льный кансионе́йру», или «Музыка́льный пе́сенник Муниципа́льной публи́чной библиоте́ки Орте́нзия» (порт. Cancioneiro Musical da Biblioteca Municipal Públia Hortênsia) — один из четырёх текстомузыкальных рукописных кодексов Португалии эпохи Возрождения. К другим сохранившимся музыкальным антологиям той эпохи относятся «Беленский кансионейру», «Лиссабонский кансионейру» и «Парижский кансионейру». Особенностью данного сборника является отсутствие композиций религиозной тематики, все пьесы носят светский характер. Кодекс ценен как важный источник ренессансной полифонии XVI века при изучении истории музыкальной культуры Испании и Португалии.

## Описание
Манускрипт был обнаружен в 1928 году в Муниципальной публичной библиотеке города Элваша португальским музыковедом Мануэлом Жуакином (Manuel Joaquim). В XIX веке рукопись принадлежала канонику из Элваша Жуану Жуакину де Андраде (João Joaquim de Andrade, 1790—1859). В 1940 году М. Жуакин опубликовал его первое критическое издание. Затем отличающиеся одно от другого критические издания песенника были изданы другими авторами.
Сборник был скомпилирован около 1570 года, но согласно последним данным процесс его составления датируется 1560—1575 годами. Отсутствуют листы 1—39, 50,105, 109, то есть песенник занимает листы 40—49 и 51—104.
Мануэл Педру Феррейра (Manuel Pedro Ferreira) обратил внимание на содержащиеся в рукописи ошибки или описки.
Манускрипт состоит из 2-х частей и записан одной рукой. Первая часть содержит 65 текстомузыкальных композиций (вилансете/вилансику/вильянсико, кантиги, терцеты) для 3-х голосов, занимающих первую часть манускрипта — листы 40—104. М. П. Феррейра в переводе на английский язык даже относительно текстов на кастильском языке использует термин вилансете (the vilancete). Вильям Энтвистл (William J. Entwistle) использовал данное понятие ещё в 1941 году, когда писал, что вторая часть кодекса содержит поэтические тексты 15 баллад, 6 глосс и 14 вилансете (англ. vilancetes) без музыкальной нотации. Более половины сочинений 1-й части относятся к жанру вилансете/вилансику/вильянсико. Вторая часть вмещает 36 поэтических текстов без музыкальной нотации (15 романсов, 7 глосс, 14 вилансете и кантиг), обладает собственной пагинацией и занимает листы 1—36. Указания на инструментальное сопровождение в кодексе отсутствует.
Из 65 композиций сборника 49 текстов созданы на кастильском языке, а остальные 16 на португальском. В 1941 году В. Энтвистл писал, что 15 поэтических произведений кодекса записаны на португальском языке. В 1960 году Роберт Стивенсон указывал, что на кастильском создан 51 текст и 14 на португальском — это сочинения под № 8, 20, 26, 27, 29, 30, 32, 33, 34, 38, 39, 40, 43, 55. Сочинения испанцев датируются началом XVI века, а португальцев — периодом с 1-й половины до 3-й четверти того же столетия включительно. Относительно точная датировка определена только для одной композиции — № 64 Aquella voluntad que se á rendido Мануэла де Португала создана не позднее 1555 года. Композиции последних разделов обеих частей сборника испытали итальянское воздействие — это пьесы 61—65 1-й части и глоссы 20, 21 2-й части. Нуну де Мендонса Раймунду (Nuno de Mendonça Raimundo) полагает, что влияние итальянской поэзии и музыки ощутимо лишь в трёх композициях 1-й части данной антологии.
Авторы произведений в рукописи не указаны, но имена некоторых поэтов и композиторов были определены по другим источникам:
Авторы поэтических текстов
- Гарси Санчес де Бадахос (Garcí Sanchez de Badajoz) — № 3, 9, 15, 53
- Саласар Отшельник (Salazar, el Hermiteño) — № 14
- Командор Эскрива (Comendador Escrivá) — № 18
- Афонсу де Менезеш (D. Afonso de Menezes) — № 26 Perdido polos meus olhos
- Хуан дель Энсина — № 46, 47, 50, 56[12]
- Мануэл ди Португал[англ.], командор ди Вимиозу — № 64[15]

Композиторы
- Педру де Эшкобар — (№ 3, 9?, 57)[12]
- Хуан дель Энсина — (№ 46, 47, 50, 56)[12]
- Педро де Пастрана (Pedro de Pastrana) — № 59[2][15]

Из текстов 2-й части № 29, 30 и 31 написаны на португальском языке, хотя иные сочинены португальскими авторами на кастильском языке, например: глосса 22 и кантиги 23, 24, 25 и 29 Педру де Андраде Каминьи (Pedro de Andrade Caminha)
Произведения «Беленского кансионейру»
№ 5 Venid a suspirar al verde prado, № 8 Ojuelos graciosos, № 9 Mira que negro amor, y que no nadie и № 10 Aquella voluntad que se ha rendido воспроизведены в «Элвашском песеннике» и совпадают с его № 65, 61, 62 и 64 соответственно.

## Издания
- Joaquim M. O Cancioneiro Musical e Poético da Biblioteca Públia Hortênsia :  [порт.] / com prólogo, transcricão e notas de Manuel Joaquim. — Coimbra : Instituto para a Alta Cultura, 1940. — 201 p.

Факсимильные
- Morais M. Cancioneiro Musical de Elvas : Separata da Portugaliæ Musica, vol. XXXI :  [порт.] / transcrição e estudo de Manuel Morais. — facsimiles. — Lisboa : Fundação Calouste Gulbenkian, 1977. — Vol. 31 : Separata. — XV, 68 p. — (Portugaliæ Musica). (исп.) (англ.)
- O Cancioneiro da Biblioteca Públia Hortênsia de Elvas :  [порт.] / Edição fac-similada, com estudo introdutório de Manuel Pedro Ferreira. — facsimiles. — Lisboa : Instituto Português do Património Cultural, 1989. — Vol. 3 : Opera musica selecta. — (Lvsitana mvsica). (исп.) (англ.)